# Młodzieżowe Indywidualne Mistrzostwa Szwecji na Żużlu 2012
Młodzieżowe Indywidualne Mistrzostwa Szwecji na Żużlu 2012 – cykl turniejów żużlowych, mających wyłonić najlepszych szwedzkich żużlowców w kategorii do 21 lat, w sezonie 2012. Tytuł wywalczył Dennis Andersson. 

## Finał
- Vetlanda, 11 sierpnia 2012

| Msc. | Zawodnik           | Klub                   | Pkt     |             |  |
| ---- | ------------------ | ---------------------- | ------- | ----------- |  |
| 1    | Dennis Andersson   | Hammarby Sztokholm     | 15 +3   | (3,3,3,3,3) |  |
| 2    | Anders Mellgren    | Vargarna Norrköping    | 10 +3+2 | (1,2,3,2,2) |  |
| 3    | Jacob Thorssell    | Masarna Avesta         | 12 +1   | (3,3,2,2,2) |  |
| 4    | Mathias Thörnblom  | Gnistorna Malmö        | 12 +0   | (2,3,1,3,3) |  |
| 5    | Pontus Aspgren     | Masarna Avesta         | 9 +2    | (3,3,1,0,2) |  |
| 6    | Oliver Berntzon    | Smederna Eskilstuna    | 12 +1   | (2,2,2,3,3) |  |
| 7    | Daniel Hendersson  | Smederna Eskilstuna    | 11 +0   | (3,2,2,2,2) |  |
| 8    | Henric Lindqvist   | Elit Vetlanda          | 8       | (1,1,2,1,3) |  |
| 9    | Anton Rosen        | Masarna Avesta         | 7       | (2,1,3,d,1) |  |
| 10   | Victor Palovaara   | Dackarna Malilla       | 6       | (–,2,3,1,0) |  |
| 11   | Sebastian Carlsson | Gnistorna Malmö        | 5       | (0,1,0,3,1) |  |
| 12   | Joel Larsson       | Griparna Nyköping      | 4       | (2,1,1,0,0) |  |
| 13   | Rasmus Broberg     | Smederna Eskilstuna    | 3       | (0,0,0,2,1) |  |
| 14   | Adrian Bergqvist   | Rospigaarna Hallstavik | 3       | (1,0,1,1,0) |  |
| 15   | Oskar Karlsson     | Vastervik              | 2       | (0,0,0,1,1) |  |
| 16   | Andre Hertzberg    | Vargarna Norrköping    | 0       | (0,0,0,d,–) |  |
| 17   | rez. Eric Ashede   | Lejonen Gislaved       | 0       | (0,0)       |  |

Bieg po biegu:
1. Aspgren, Rosen, Broberg, Ashede
2. Andersson, Larsson, Bergqvist, Hertzberg
3. Henderson, Thörnblom, Mellgren, Carlsson
4. Thorssell, Berntzon, Lindqvist, Karlsson
5. Andersson, Mellgren, Rosen, Karlsson
6. Thorssell, Henderson, Larsson, Broberg
7. Aspgren, Berntzon, Carlsson, Bergqvist
8. Thörnblom, Palovaara, Lindqvist, Hertzberg
9. Rosen, Lindqvist, Larsson, Carlsson
10. Andersson, Berntzon, Thörnblom, Broberg
11. Mellgren, Thorssell, Aspgren, Hertzberg
12. Palovaara, Henderson, Bergqvist, Karlsson
13. Thörnblom, Thorssell, Bergqvist, Rosen
14. Carlsson, Broberg, Karlsson, Hertzberg
15. Andersson, Henderson, Lindqvist, Aspgren
16. Berntzon, Mellgren, Palovaara, Larsson
17. Berntzon, Henderson, Rosen, Ashede
18. Lindqvist, Mellgren, Broberg, Bergqvist
19. Thörnblom, Aspgren, Karlsson, Larsson
20. Andersson, Thorssell, Carlsson, Palovaara
21. Półfinał (miejsca 4-7, najlepszy do finału):  Mellgren, Aspgren, Berntzon, Henderson
22. Finał (miejsca 1-3 i najlepszy z półfinału): Andersson, Mellgren, Thorssell, Thörnblom